# مت مک گو
مت مک گو (انگلیسی: Matt McGue؛  – ) دانشمند در زمینه روان‌شناسی اهل ایالات متحده آمریکا بود.